# Lophopetalum sessilifolium
Lophopetalum sessilifolium är en benvedsväxtart som beskrevs av Henry Nicholas Ridley. Lophopetalum sessilifolium ingår i släktet Lophopetalum och familjen Celastraceae. Inga underarter finns listade.